# حرب الاستعادة البرتغالية
حرب الاستعادة البرتغالية وهي حرب من سنة 1640م إلى 1668م نشئت بين إسبانيا والبرتغال وذلك لأجل انفصال البرتغال من الإتحاد الأيبيري ونجح البرتغاليون في الاستقلال وذلك بقيادة الملك جواو الرابع الذي كان من بيت براغانزا التي حكمت البرتغال قبل أن يستولي عليها فيليب الثاني ملك إسبانيا في سنة 1580م وأنهى حكم هابسبورغ إسبانيا بقيادة ملك إسبانيا آنذاك فيليب الثالث ملك إسبانيا وكان انتصار البرتغال بدعم من مملكة فرنسا ومملكة إنجلترا وكما نجحت البرتغال في استعادة عدة مناطق أخرى من إسبانيا وانتهت الحرب بإعلان إتفاقية لشبونة في سنة 1668م.